# Río Negro (provins)
Río Negro (Provincia de Rio Negro) är en provins som ligger i norra delen av Patagonien, Argentina. Huvudstaden heter Viedma.
Provinsen har en befolkning på 552 822 (2001) och har en yta på 203 013 km². Río Negro gränsar till provinserna Chubut, Neuquén, Mendoza, La Pampa och Buenos Aires och i väster Chile.
Provinsen är uppkallat efter den största floden i provinsen, Río Negro. I Río Negro ligger också nationalparken Nahuel Huapi.

## Administrativ indelning
Provinsen är indelad i tretton departement, departamentos och med respektive departementshuvudstad.
1. Adolfo Alsina (Viedma)
2. Avellaneda (Choele Choel)
3. Bariloche (San Carlos de Bariloche)
4. Conesa (General Conesa)
5. El Cuy (El Cuy)
6. General Roca (General Roca)
7. Nueve de Julio (Sierra Colorada)
8. Ñorquinco (Ñorquinco)
9. Pichi Mahuida (Río Colorado)
10. Pilcaniyeu (Pilcaniyeu)
11. San Antonio (San Antonio Oeste)
12. Valcheta (Valcheta)
13. Veinticinco de Mayo (Maquinchao)